# ХМС Виктори
ХМС Виктори (енгл. HMS Victory) је британски бојни брод из класе линијских бродова првог степена. Изграђен 1759. и поринут 1765. био је окосница британске морнарице крајем 18. и почетком 19. века. Славу је стекао служећи као заставни брод адмирала Нелсона у бици код Трафалгара (1805).
Брод је завршио активну ратну каријеру 1810. и од тада је имао разноврсна задужења у портсмутској луци све док није 1922. био проглашен музејским бродом и трајно премештен у суви док у Портсмуту. Тренутно служи и као брод заставник Првом поморском лорду Уједињеног Краљевства. Најстарији је бојни брод још увек у служби (иако није најстарији бојни брод у служби на мору, титула која припада нешто млађем америчком броду, УСС Конститушн).

## Изградња
Децембра 1758, управнику чатамског бродоградилишта наређено је да припреми суви док за изградњу новог линијског брода првог степена. Наређење је сматрано неуобичајеним, будући да је Краљевска ратна морнарица давала предност мањим и окретнијим бродовима (линијским бродовима другог и трећег степена), а најчешће није имала више од два брода првог степена. Током целог 18. века изграђено је само 10 линијских бродова за Краљевску морнарицу.
Брод је дизајниран тако да носи најмање 100 топова што је био стандард за линијске бродове првог степена. Током службе број топова је варирао између 104 и 106, док је 1808. смањен на 98 што је брод деградирало до другог степена, али је од 1817. број топова поново био 104.
Кобилица је поринута 23. јула 1759. у „Старом доку самцу“ чатамског бродоградилишта (Портсмут), доку који је по најславнијем броду изграђеном у њему преименован касније у „Виктори док“. Име брода изабрано је 1760. Како је 1759. била година великих победа Британске империје на мору и копну у Седмогодишњем рату, брод је назван „Виктори“ (енгл. за „победа“). Одлука о имену била је донекле контраверзна јер је претходни брод линије првог степена, ХМС Виктори из 1737. потонуо у олуји 1744. уз погибију свих на њему.
У то време је након што би оквир брода био изграђен било уобичајено да се исти прекрије и остави неколико месеци да би дрвена грађа сазрела, међутим, како се Седмогодишњи рат ближио крају, брод више није био хитно потребан, те је сазревање продужено до скоро три године, што је значајно допринело његовој дуговечности касније. Када је „Виктори“ завршен, укупни трошкови изградње износили су 63.176 фунти и 3 шилинга што одговара 7,31 милиону фунти данас. Искоришћено је 6000 стабала од којих је 90 процената био храст, а остатак брест, бор и јела, те нешто „дрвета живота“.
Након изградње „Виктори“ је био наоружан ливеним топовима с глатком цеви. Топови су испаљивали ђулад стандардне тежине по чему су класификовани, али је избор муниције био шири и укључивао је и нестандардну ђулад, картеч, грожђано пуњење и ланчану ђулад. Оригинално је носио 30 42-фунташа на доњој (главној) наоружаној палуби, али су 1778. они били замењени 32-фунташима. Године 1779. су поново враћени 42-фунташи, да би 1803. били трајно замењени 32-фунташима. Такође, оригинално је брод имао и 44 6-фунташа који су сви 1782. трајно замењени 12-фунташима. Две каронаде на крми такође су додане након изградње.
У марту 1780. у складу са тада новом праксом британске морнарице, „Виктори“ је враћен на док зарад окивања дна бакарним плочама. Ова иновација штитила је бродско дрво од штетника бродског црва, те је успоравала раст морске траве што је био узрок спорости старијих бродова. Дно оковано бакром омогућило је броду већу брзину и касније, дуговечност.

## Ратна служба
„Виктори“ је стављен у службу 1778. у јеку Америчког рата за независност. Први заповедник брода био је адмирал Аугустус Кепел. И током свог дугог служења „Виктори“ је скоро увек био командован од стране адмирала. Кепел је командовао бродом у његовој првој бици, Првој бици за Ушант.
ХМС Виктори учествовао је у пет битака вођених у три рата — Америчком рату за независност, Англо-шпанском рату (1796—1808) и у Наполеоновим ратовима.

### Прва битка за Ушант
Јула 1778. „Виктори“ је водио своју прву битку близу острва Ушант код обала Бретање у склопу Америчког рата за независност. Француска флота од 30 линијских бродова сукобила се са британском флотом од 29 линијских бродова. У току битке „Виктори“ је први пут испалио салво и то на француски линијски брод првог степена „Бретању“ (110 топова). Битка је завршена без победника и изазвала је контроверзе и у Британији и у Француској, те је довеле адмирала Кепела пред војни суд због сумње у ефикасност његовог командовања.

### Друга битка за Ушант
Крајем 1781. брод је учествовао у Другој бици за Ушант, такође као део Америчког рата за независног. Британска флота од 12 линијских бродова напала је француски конвој који је превозио војнике у Северну Америку. И поред тога што је конвој био заштићен са 19 линијских бродова, Британци су успели да заробе 15 транспортних бродова и око 1000 војника и 500 морнара без значајнијих губитака.

### Велика опсада Гибралтара
„Виктори“ је у јесен 1782. учествовао у операцији снабдевања британске луке Гибралтар. Шпанија је у оквиру Америчког рата за независност опседала Гибралтар у жељи да га врати у свој посед. Опсада је трајала три године и за успех Британаца пресудно је било више операција снабдевања трупа поморским путем. Након успешног снабдевања, флота од 35 британских линијских бродова којом је са ХМС Виктори командовао адмирал Ричард Хау сукобила се код Рта Спартел са комбинованом шпанско-француском флотом од 38 бродова линије. Битка је завршена без значајнијих губитака по обе стране. Ово је била последња акција „Виктори“ у Америчком рату за независност.

### Битка за Рт Светог Винсента
Почетком ратова изазваних Француском револуцијом, брод долази под команду лорда Самјуела Худа, главног команданта медитеранске флоте. Флота је успела да окупира, али не и да задржи Корзику. Управо се у заузимању луке Калви на Корзики прославио тада млади капетан Хорејшио Нелсон, изгубивши у борби око.
До краја 1796. Положај Британаца на Медитерану у Англо-шпанском рату (1796—1808) и рату са револуционарном Француском био је врло тежак. Медитеранска флота била је подељена на два дела. Северни део под командом адмирала Џона Џервиса са ХМС Виктори патролирао је код обала Португалије покушавајући спречити шпанску флоту да се споји са француском и холандском флотом које су биле у Ламаншу. Јужни део под командом тада комодора Нелсона учествовао је у евакуацији острва Елбе. Након успешне евакуације, Нелсон је свратио у Гибралтар, те дознавши да је шпанска флота прошла кроз теснац пре неколико дана, креће у помоћ Џервису. Под окриљем ноћи и густе магле, Нелсон успева да прође непримећен од стране Шпанаца и здружи снаге са Џервисом. Џервис је сада располагао са 15 бродова линије и 5 фрегата.
Јутро уочи битке Џервис је на четвртинској палуби ХМС Виктори изрекао чувену игру речи: "Победа („виктори“ енгл.) је за Енглеску кључна у овом тренутку." Џервис није знао снагу непријатељске флоте пред њим (24 брода линије, 7 фрегата и неколико мањих бродова), био је обавештен о проласку свега 5 шпанских бојних бродова. Целокупна флота почела се помаљати на хоризонту, а капетан Роберт Калдер кренуо је извештавати адмирала о сваком новом броду. Када је Калдер избројао 27, Џервис је, схвативши да га Шпанци надмашују скоро 2 на 1, изрекао чувено: "Доста Сер. Немојте више бројати. Коцка је бачена и макар испред нас било 50 једара, ићи ћу кроз њих!"
Шпанци су били изненађени видевши Британце и пловили су у неборбеној формацији од две линијске дивизије између којих је постојала рупа коју је Џервис желео искористити. Управо је „Виктори“ пресрео шпанске дивизије засипајући салвама шпанске бродове у крму и прамац (док шпански салво на тај начин није могао да оштети „Виктори“). Приватни мемоари Џервиса говоре о томе како је шпански брод првог степена са 112 топова, Принц од Астурије, престрашен салвом са „Виктори“ окренуо једра и побегао из битке. Када је адмирал увидео да би Шпанци могли покушати прегруписавање, наредио је позадинској дивизији јуриш, али је заповедник исте, вицеадмирал Чарлс Томпсон дао супротну наредбу својим бродовима. Тада је, прекршивши одредбу директно надређеног, што је био скандалозан чин за било ког младог заповедника, комодор Хорејшио Нелсон с бродом ХМС Капетан кренуо сам у јуриш. Нелсонов маневар успео је да спречи спајање две шпанске групе и на крају омогућио Британцима не само победу и спречавање спајања шпанске, француске и холандске флоте, већ су заробљена и 4 шпанска брода што се испоставило значајним за касније британско повраћање контроле над Медитераном. Нелсон је у бици био рањен и након ње је одликован унапређен у чин контраадмирала, док је Џервис добио доживотну пензију од тада фантастичних 3.000 фунти годишње. „Виктори“ је доживела губитак само једног морнара током битке - морнар који је стајао непосредно поред Џервиса био је обезглављен шпанским ђулетом.

### Реконструкција
Крајем 1797. „Виктори“ је стациониран у матичну луку и претворен је у болнички брод за рањене шпанске и француске заробљенике, јер је сматран старим (просечан животни век ратног брода у то време био је испод 20 година) и неспособним за даљу активну службу. Међутим, 8. октобра 1799, тада једини британски брод првог степена, ХМС Импрегнабл, страдао је у олуји и није могао бити оправљен. Ово би оставило Краљевску морнарицу без брода првог степена, те је одлучено да се „Виктори“ врати у службу (изградња новог брода захтевала би више времена). Трошкови реконструкције били су процењени на 23.500 фунти, али су до краја премашили 70.000 фунти, последица старости дрвене грађе брода и потреба за модернизацијом.
У току реконструкције ХМС Виктори префарбан је из оригиналне црно-црвене шаре у црно-жуту (редови са топовима били су жути, а без њих црни). Касније је Нелсон долазећи у заповедништво брода наредио префарбавање и дрвета око отвора за топове у црно, чиме је шара брода сличила шари шаховске табле. Шара „Виктори“ била је таква и током Битке за Трафалгар и постала је позната као „Нелсонов чекер“. Након битке су сви бродови Краљевске морнарице усвојили овакву шару. Реконструкција је завршена 1803.
ХМС Виктори је 16. маја 1803. допловила у Медитеран и на њој је своју заставу развио вицеадмирал Хорејшио Нелсон, нови главнокомандујући британске флоте. „Виктори“ и Нелсон од тада постају имена која се увек помињу у пару.

### Битка код Трафалгара
Наполеон је 1805. након што је Трећа коалиција објавила рат Француском царству одлучио да изврши инвазију на Велику Британију која је својом флотом блокирала француску трговину и везе с колонијама. Да би инвазија била могућа, потребно је било да његова флота бар за време довољно за искрцавање трупа успостави контролу над Ламаншом.
У месецима након Нелсоновог преузимања команде над ХМС Виктори, Нелсонова медитеранска флота блокирала је главнину француске флоте којом је командовао адмирал Пјер Вилнев у луци Тулон на Азурној обали периодично се снабдевајући у корзиканском Ажинкуру. Маја 19. 1850, Нелсон је сазнао о испловљавању Вилнева из Тулона. Нелсон је прво запловио источно, али не налазећи Вилнева у Египту, свратио је у Гибралтар где је сазнао да Вилнев плови ка Карибима.
Наполеонов инвазиони план подразумевао је да Вилнев отплови на Карибе одвлачећи британску флоту из Ламанша, те вративши заједно са остатком француске и шпанске флоте успостави контролу над мореузом. Уследило је жестоко надпловљавање Нелсона и Вилнева. Дошавши до Кариба, Вилнев је извео неколико маскирајућих маневара и пожурио у Ламанш, али је пре тога био пресретнут с једне стране од вицеадмирала Роберта Колдера, а с друге стране од Нелсона, те је био принуђен да се склони у португалску луку Кадиз. Инвазија је била спречена, бар тренутно.
„Виктори“ се с делом Нелсонове флоте вратила у Енглеску на снабдевање и кренула је натраг ка Кадизу ког је блокирао остатак Нелсонове флоте, али и 20 бродова из флоте Ушанта чиме је Ламанш остао брањен са свега 11 линијских бродова. Међутим, појачање ће се испоставити кључним, јер је у Кадизу Вилнев скупио комбиновану француско-шпанску флоту од 33 линијска брода. По доласку у Кадиз, под Нелсоновим заповедништвом било је 27 бродова линије. Вилнев је запловио ка Гибралтару, али видевши да неће успети побећи неуморном Нелсону, преостало му је само да прихвати битку, 21. октобра 1805. код рта Трафалгар. Нелсон је пловио у две колоне планирајући да примени своју чувену Т-тактику, тј. да пресече линију непријатељских бродова на пола нормално на линију њиховог постављана и затим их заспе ватром без могућности да му ватра буде узвраћена. Након слања са „Виктори“чувеног сигнала заставицама, "Енглеска очекује да сваки човек обави своју дужност", Нелсон креће у маневар. Маневар је подразумевао да Нелсонови бродови, а пре свега Виктори, трпе пре пресецања непријатељске линије ватру без могућности узвраћања. ХМС Виктори засипан је ватром из 4 француска брода током 40 минута, што је резултовало великим губицима на палуби, а затим је извршио једно од најславнијих дела у историји поморског ратовања.
У тачно 12:45 Виктори је пресекао непријатељску линију између Вилневовог адмиралског брода Бикантор (80 топова) и нешто мањег Редотабла (74 топа). Засуо је салвама састављеним од ђулади и грожђаног пуњења оба брода са растојања од пар метара. Маневар је успео и био је пресудан за остварену велику енглеску победу, али је коштао много живота са „Виктори“. Видевши да је посада ХМС Виктори десеткована, Вилнев се спремао на укрцавање и заробљавање, али је „Виктори“ тада у помоћ пришао ХМС Темераир. У јеку борбе, метак испаљен из мускете са Редотабла погодио је Нелсона у лево раме, прошао кроз тело и зауставио се у кичми. Нелсон је узвикнуо легендарно: "Коначно сам успео, ја сам мртав".
У сатима који су уследили битка је приведена крају са незапамћеним резултатом до тада — Британци су заробили 22 француска и шпанска брода, не изгубивши ниједан. Међутим, „Виктори“ и њен храбри заповедник делили су цену победе - Нелсон је поподне умирао на разореном ХМС Виктори који је више није могао сам да плови. Последња наредба славног заповедника носила је скоро песничку симболику - нека се бродови усидре јер надолази олуја, али је била преиначена од стране новог заповедника. Затим је Нелсон изрекао последње речи шапатом, вероватно речи молитве коју је сам написао истог јутра и која је постала позната као Последња молитва лорда Нелсона.

### Након Трафалгара
„Виктори“ је био тешко оштећен у бици код Трафалгара (главно једро било је уништено), толико да није могао да сам да плови, те је након битке тегљен до Гибралтара ради оправки. ХМС Виктори је затим вратио тело свог славног заповедника, Хорејшиа Нелсона у Енглеску где је сахрањен 9. јануара 1806. у Катедрали Светог Павла. Након Трафалгара, брод је носио заставе многих генерала и пловио на више задатака од којих су истакнути били они у балтичкој кампањи.

## У луци и сувом доку
Активна ратна служба ХМС Виктори коначно је завршена 47 година од поринућа (скоро невероватних по стандардима тог времена, нарочито за ратни брод првог степена), 7. новембра 1812, када је враћен у своју матичну луку, Портсмут, где је затим коришћен као опслужни брод.
Позната је (и непроверена) анегдота из 1831. Први поморски лорд (главнокомандујући Краљевске морнарице), Томас Харди, једног је поподнева, вративши се кући, рекао својој супрузи да је управо потписао наредбу за растављање ХМС Виктори. Госпођи су кренуле сузе и наредила је Томасу да се одмах врати у канцеларију и повуче ту наредбу. Прича не може бити проверена, јер су наредбе за наводни дан мистериозно истргнуте из дневника наредби Првог поморског лорда. „Виктори“ није била уништена, али је била заборављена, осим једне посете тада принцезе Викторије, и њене мајке, Грофице од Кента. Године 1889. „Виктори“ је модификован у поморску школу телеграфије и ту је улогу имао све до 1904.
Како је време пролазило, стање брода се погоршавало услед старости дрвене грађе и недостатка бриге о истој. Стање је додатно погоршао инцидент из 1903. када је ХМС Нептун, бивајући тегљен, ударио у „Виктори“, те је „Виктори“ кренуо полако да тоне. Катастрофа је избегнута захваљујући хитним оправкама, а једино лична интервенција краља Едварда VII спасила брод од скоро сигурног растављања.
Боље године за ХМС Виктори кренуле су да се назиру од 1905, када је брод добио пажњу током прославе стогодишњице Битке код Трафалгара. „Виктори“ је био осветљен електричном расветом напајаном од стране подморнице која се налазила поред. Међутим, тек 1910, формирано је Друштво за Наутичка Истраживања чији је један од циљева била обнова и очување ХМС Виктори. Адмиралитет није имао средстава за такав подухват, будући да је у току била трка у наоружању пред Први светски рат. Извештаји помињу да је стање брода тада било „ништа мање до увреде за Британију.“ Након рата, 1921, покренута је „Спасимо Виктори“ кампања, успешна делимично и због значајног доприноса магната поморског транспорта, Џејмса Кејрда.
Јануара 12. 1922. ХМС Виктори померен је у суви док, Док број 2 у Портсмуту, место на ком је рођен 157 година раније и данас најстарији суви док који се још увек користи (почео је с радом у 16. веку), ради прве детаљне рестаурације након више од века. „Виктори“ до данас није напустио Док број 2. У почетној фази рестаурације које је трајала 7 година, вршене су претежно структурне поправке изнад водене линије које су биле најважније за опстанак брода. Краљ Џорџ V је 1928. открио таблицу која је означавала крај радова, међутим рестаурација и одржавање и даље су настављени под надзором Друштва за Наутичка истраживања.
Рестаурација је била прекинута почетком Другог светског рата, а ратна разарања нису заобишла ни стари „Виктори“, као да није претрпео довољно током своје ратничке младости - 1941. бомба Луфтвафеа уништила је један челични рам и део предњег јарбола. Том приликом је немачки пропагандни радио тврдио да је понос Британије, ХМС Виктори, уништен, а Адмиралитет је одмах порекнуо информацију.
Педесетих је предузет низ превентивних мера које су укључивале и уклањања помоћних потпорних преграда трупа како би се побољшао проток ваздуха, те запрашивање брода против бродског штетника, шарени дрвоточац. Шездесетих је део оштећене и остареле храстове грађе замењен издржљивим тврдим дрветом као што су тиковина и Ироко за које се веровало да су отпорнији на гљивице и штетнике.
Одлука да се „Виктори“ рестаурира у стање непосредно пре Битке код Трафалгара донета је још 1920, али због низа набројаних хитних поправки, ово је учињено тек на време за прославу двестогодишњице битке, 2005. Предње једро брода, које је у бици било избушено са преко 90 топовски ђулади сачувано је и изложено од тада у Краљевском поморском музеју.

## Тренутно стање
ХМС Виктори данас је понос британске Краљевске морнарице и народа, део основне колекције Националне историјске флоте, те заставни брод Првог поморског лорда од октобра 2012. Пре тога, био је заставни брод Другог поморског лорда. „Виктори“ важи за најстарији брод још увек у служби и сваке године као музејски брод привлачи око 350.000 посетилаца. Током дуге службе, на ХМС Виктори је своју заставу развило 96 адмирала, од којих је последњи сер Џорџ Замбелас.
- Наоружана палуба ХМС Виктори данас.
- Крма ХМС Виктори данас.
- ХМС Виктори током рестаурације 2014.